# 聖母教堂 (施特拉爾松德)

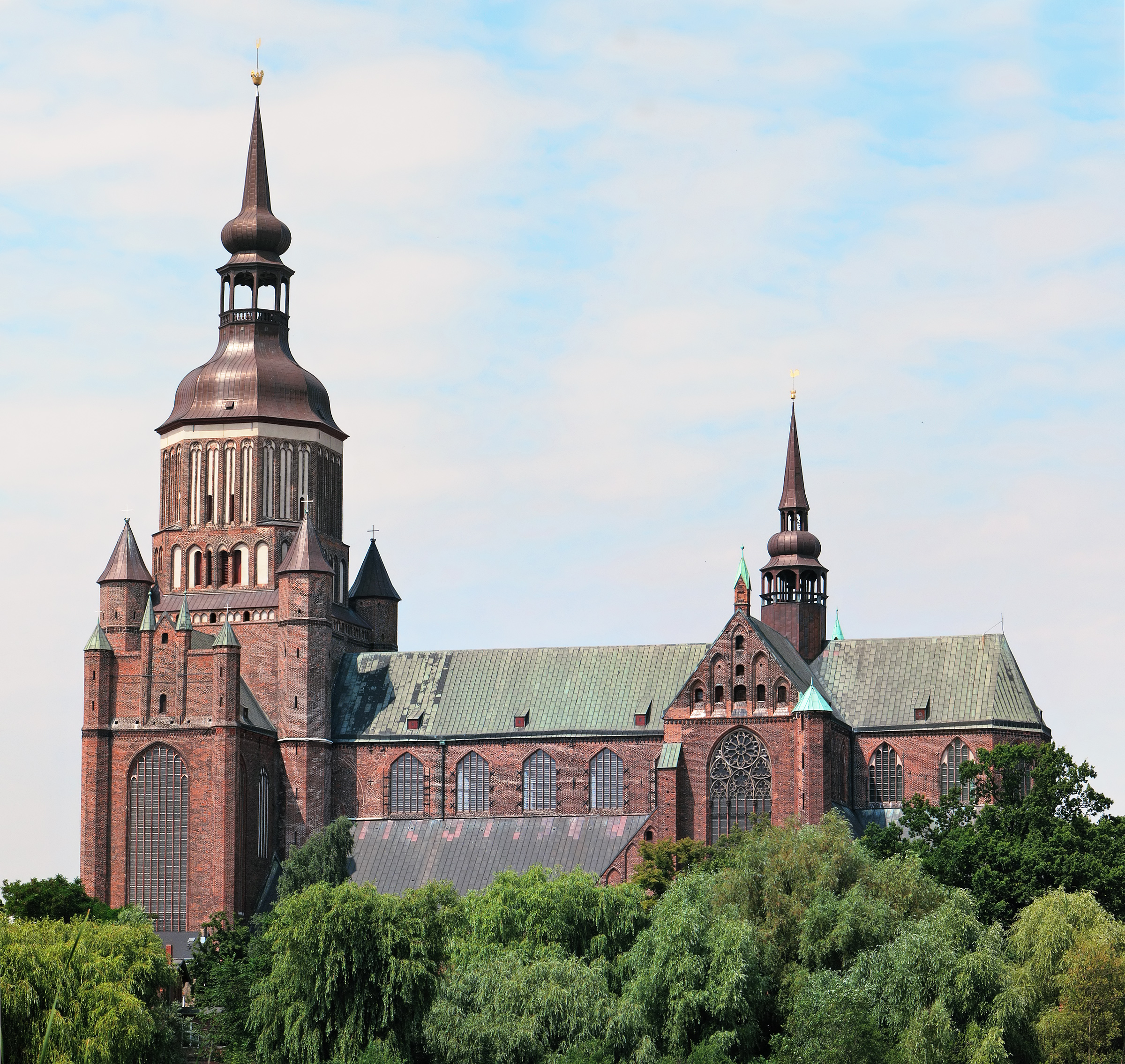
聖母教堂

聖母教堂（德語：Marienkirche）是德國北部城市施特拉爾松德的一座大型的信義宗教堂。這座教堂修建於1298年前後，建築風格是哥特式建築，是德國北部流行的典型磚塊哥特式風格。1549年至1647年期間，這座教堂是世界最高的建築。教堂的鐘樓在1382年倒塌，後重建於1478年。1495年，尖塔再被吹到，然而重建的更高。1647年，教堂被雷電擊中後燒毀，此後改建為巴洛克式的圓頂，並在1708年完成。現在尖塔的高度是104（341英尺）。

## 外部連結
- European Route of Brick Gothic